# Vallesia
Vallesia là chi thực vật có hoa trong họ Apocynaceae.